# NGC 5010
NGC 5010 é uma galáxia espiral (S0-a) localizada na direcção da constelação de Virgo. Possui uma declinação de -15° 47' 51" e uma ascensão recta de 13 horas, 12 minutos e 26,3 segundos.
A galáxia NGC 5010 foi descoberta em 9 de Maio de 1831 por John Herschel.